# Liste der Mitglieder der Deutschen Akademie der Naturforscher Leopoldina/1719
Die Liste der Mitglieder der Deutschen Akademie der Naturforscher Leopoldina für 1719 enthält alle Personen, die im Jahr 1719 zum Mitglied ernannt wurden. Insgesamt gab es acht gewählte Mitglieder.

## Mitglieder
| Nr. | Name                          | Beiname        | Geboren       | Aufnahme | Gestorben     | Bild                                                                      | Datenbank |
| --- | ----------------------------- | -------------- | ------------- | -------- | ------------- | ------------------------------------------------------------------------- | --------- |
| 336 | Alexander Camerarius          | Hector IV.     | 3. Feb. 1696  | 17. Apr. | 17. Nov. 1736 | Alexander Camerarius auf einem Gemälde in der Tübinger Professorengalerie | 2246      |
| 337 | Samuel Köleséri von Keres-Eer | Chrysippus I.  | 1663          | 18. Okt. | 1732          |                                                                           | 4693      |
| 338 | Johann Adam Raymann           | Aristophanes   | 1690          | 18. Okt. | 23. Apr. 1770 |                                                                           | 6134      |
| 339 | Daniel Fischer                | Cajus          | 9. Nov. 1695  | 18. Okt. | 18. Sep. 1746 |                                                                           | 2733      |
| 340 | Johann Caspar Fehr            | Argonauta III. | 22. Feb. 1668 | 20. Nov. | 20. Nov. 1739 |                                                                           | 2702      |
| 341 | Carl Gustav Heraeus           | Cleobulus      | 1671          | 20. Nov. | 6. Nov. 1725  | Stich von Johann Adam Delsenbach aus dem Jahr 1719                        | 1918      |
| 342 | Johann Kanold                 | Dexippus       | 15. Dez. 1679 | 6. Dez.  | 15. Nov. 1729 |                                                                           | 4045      |
| 343 | Johann Adam Morasch           | Nebrus         | 27. Apr. 1682 | 24. Dez. | 19. Dez. 1734 |                                                                           | 5720      |